# Beecrofts Dornschwanzhörnchen
Beecrofts Dornschwanzhörnchen (Anomalurus beecrofti) ist ein Nagetier in der Familie der Dornschwanzhörnchen, das in West- und Zentralafrika vorkommt. Das Verbreitungsgebiet reicht vom Senegal im Westen über Gabun bis in die Demokratische Republik Kongo. Isolierte Vorkommen gibt es im Nordwesten Angolas, im Nordwesten Sambias, im Westen Ugandas und auf der Insel Bioko im Golf von Guinea.

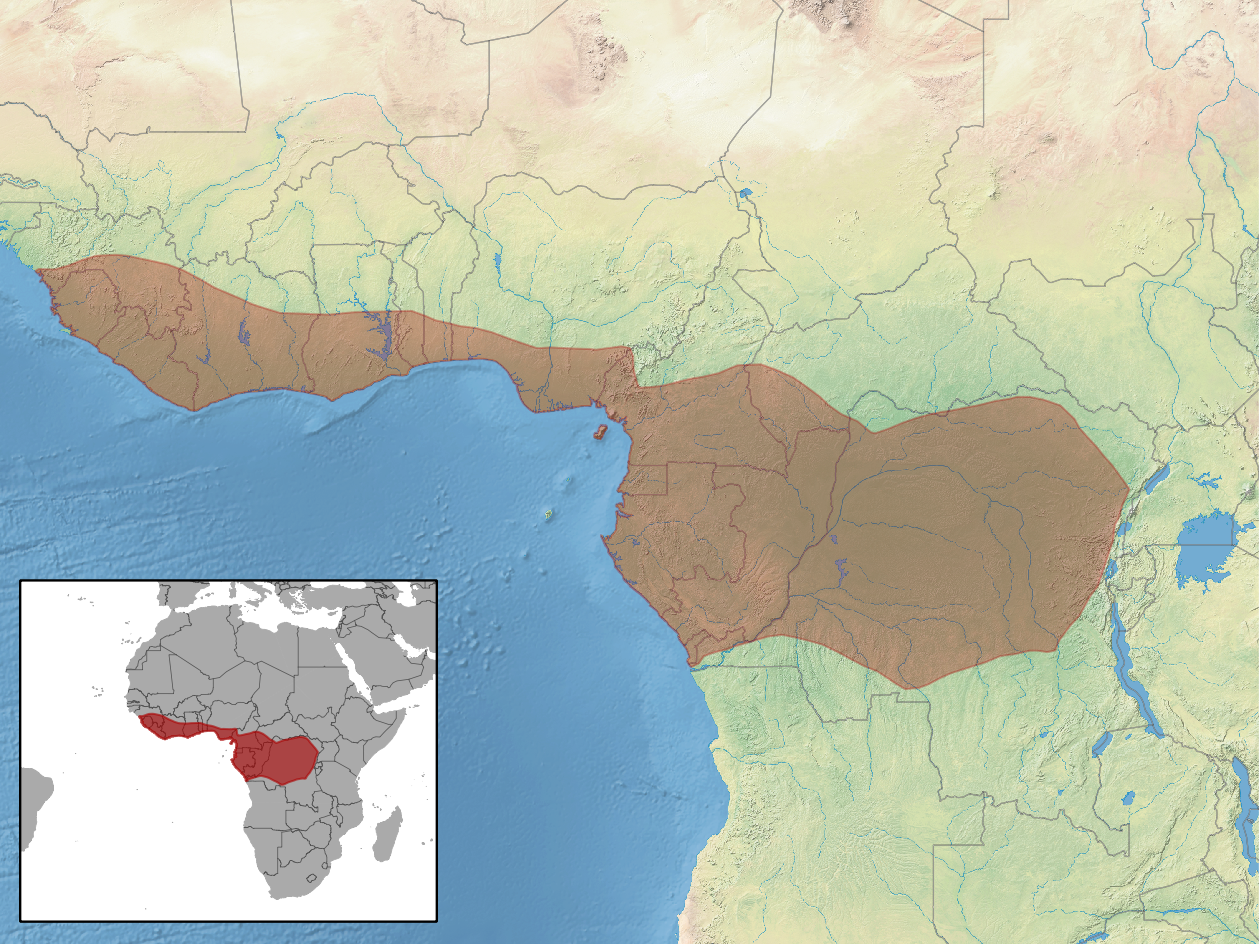
Verbreitungsgebiet

## Merkmale
Die Art erreicht eine Kopf-Rumpf-Länge von 25 bis 31 cm, eine Schwanzlänge von 16 bis 26 cm sowie ein Gewicht von 640 bis 660 g. Das Rückenfell ist dicht, flauschig und leicht gewellt, am Schwanzansatz ist das Fell glatt und am Ende des Schwanzes sitzt ein kleines Haarbüschel. Der Bauchbereich und die Unterseiten der Gleitmembranen sind dicht behaart.  Meist ist der Rücken silbergrau mit einem goldbraunen, vom Nacken über den größten Teil des Rückens verlaufenden Streifen in der Mitte. Die Unterseite ist grau oder gelblich; Kehle und Brust sind orange. Die Breite des Rückenstreifens und der Orangeanteil auf der Bauchseite sind variabel. Auf der Stirn befindet sich bei vielen Exemplaren ein weißer Fleck. Eine dunkle Augenmaske fehlt stets. Der Schwanz ist schmaler als bei anderen Dornschwanzhörnchen und hat bis zu neun Schuppenreihen an der Unterseite.

## Lebensraum und Lebensweise
Das Beecrofts Dornschwanzhörnchen kommt in tropische Feucht- und Trockenwäldern, in Sumpfwäldern und Gebieten mit vielen Palmen vom Meeresspiegel bis in Höhenlagen von 2500 Metern vor. Auch vom Menschen stark beeinträchtigte Wälder und Ölpalmenplantagen werden besiedelt. Die Tiere ernähren sich von Blättern, Rinde und Früchten einer Vielzahl von Bäumen und gelegentlich auch von Insekten. Auch das Fruchtfleisch der Ölpalme wird verzehrt. Die Art ist einzelgängerisch und nachtaktiv. Tagsüber ruhen sie in Baumhöhlen hoch in den Bäumen oder verstecken sich zwischen dichten Ansammlungen von Blättern und Zweigen, in den Ritzen der Palmwedeln oder sie klammern sich an die geschützten Unterseiten großer Äste in der Nähe des Baumstamms, wo ihr geflecktes Fell sie vor Fressfeinden tarnt. Die Weibchen bekommen ein einzelnes Jungtier, das an der Mutter angeklammert getragen wird, wenn es noch klein ist. Die Hauptfortpflanzungszeit liegt am Ende der Regenzeit. Fressfeinde des Beecrofts Dornschwanzhörnchens sind wahrscheinlich der Kronenadler (Stephanoaetus coronatus), der Langschwanzhabicht (Urotriorchis macrourus), Pythons und der Schimpanse.

## Gefährdung
Die IUCN schätzt den Bestand des Beecrofts Dornschwanzhörnchen als ungefährdet ein. In geeigneten Lebensräumen kann die Art relativ häufig vorkommen. Da sie schwer zu beobachten sind, sind genauere Angaben aber schwierig.